# Rue Éracle
La rue Éracle est une rue de la ville de Liège (Belgique) située dans quartier de Saint-Laurent.

## Odonymie
La rue rend hommage à Éracle, évêque de Liège de 959 à 971. Il fut le prédécesseur de Notger.

## Historique
La rue a été percée en 1873 sur des terrains qui appartenaient à l'abbaye de Saint-Laurent.

## Situation et description
La voirie pavée et rectiligne mesure environ 300 mètres et relie la rue Saint-Laurent à la rue du Général Bertrand. Elle est coupée en son centre et dans sa partie la plus basse par la rue Hullos. La section entre la rue Hullos et la rue Saint-Laurent présente une plus forte déclivité. La rue applique un sens unique de circulation automobile dans le sens Saint-Laurent - Général Bertrand.

## Architecture
La plupart des 70 immeubles d'habitation de la rue ont été construits en brique pendant le dernier quart du XIXe siècle et le début du XXe siècle. Parmi ces immeubles, six d'entre eux, situés du no 61 au no 71, possèdent quelques éléments de style Art nouveau (ferronneries, forme des encadrements des baies, soubassements en grès).

## Voies adjacentes
- Rue Saint-Laurent
- Rue Hullos
- Rue des Fontaines-Roland
- Rue du Général Bertrand

### Source et bibliographie
- Yannik Delairesse et Michel Elsdorf, Le nouveau livre des rues de Liège, Liège, Noir Dessin Production, 2008, 512 p. (ISBN 978-2-87351-143-2 et 2-87351-143-5, présentation en ligne), page 248